# Media Go
Media Go（メディア ゴー）は、かつて存在したSony Network Entertainment Internationalが開発したWindows用メディアプレーヤーソフトウェアである。

## 概要
WindowsPCで音楽や動画、静止画、PSP用ゲームコンテンツなどの取り込みや再生、管理から、ソニーモバイルコミュニケーションズ製携帯電話やPSPへの転送まで、すべてを一元的にオペレーションできる。
音楽CDからの取り込みや動画のエンコードも可能で、moraやPlayStation Storeからのコンテンツ購入にも対応している。
2009年2月にW995のリリースに合わせてリリースされた。当初はソニー・エリクソン製携帯電話（グローバル市場用機種のみ、日本市場用機種を除く）用の音楽・映像転送ソフトとしての役割を担っていた。
2009年6月にPSP goの発表に合わせて、PSP用のゲーム管理・転送やゲーム用セーブデータのバックアップなどにも対応し無償配布されるようになる。
2010年4月からはNTTドコモ・au(KDDI・沖縄セルラー電話連合、2011年より)向けスマートフォン・Xperiaでも利用ができるようになった。
Ver.2.0より開発がSony Creative SoftwareからPlayStation事業傘下のSony Network Entertainment Internationalに移管されウォークマンが正式対応（x-アプリとの両対応）となった。その後2013年10月からはx-アプリに代わるウォークマン用の標準ソフトとなる。
Ver.2.5からはx-アプリからのライブラリ移行も可能となる。なお、Microsoft Windows XPはVer2.8からは動作環境対象外となった。
一度はスマートフォン（Xperia）、モバイルゲーム機（PSP）、ウォークマンと異なる事業から発売されているソニー製モバイル端末のメディアコンテンツを一元管理できるソフトウェアとなっていたMediaGoではあるが、PSPの後継機であるPlayStation VITAではMediaGoとは異なるPC向け専用のコンテンツ管理ソフトが用意されMedia GoでのPlayStation VITA対応は行われなかった。
またその後にXperiaについてもXperia Z3を最後にMediaGoではXperia後継機の対応が見送られた（MediaGoの代わりとなるXperia向けのソフトは用意されておらず、正式に対応機種として加えられていないがMediaGoは標準的なAndroidスマートフォンであれば実質利用は可能なためXperia Z3以降の後継機種でも利用自体は可能であった）。
最終的にはウォークマン向けも「Music Center for PC」という新しい音楽コンテンツ管理ソフトウェアをリリースすることとなり、「Media Go」は2017年12月をもってダウンロードサービスを終了することがソニーより発表された。

## 主な機能・特徴
- 静止画
  - 登録したフォルダ内の画像の表示
  - 対応機器への転送/自動転送、自動リサイズ後の転送
- 音楽
  - 登録したフォルダ内の音楽の表示/再生
  - 対応機器への最適化後の転送/自動転送
  - 音楽CDからの取り込み
- 動画
  - 登録したフォルダ内の動画の表示/再生
  - 対応機器への自動最適化後の転送
- moraからコンテンツのダウンロード購入
  - 2013年10月17日開始のハイレゾ音源(FLAC形式・44.1kHz〜192kHz/24bit)に対応
- PlayStation Portable
  - PSNからコンテンツのダウンロード購入(一部無料コンテンツ含む)
  - ダウンロードコンテンツの管理・バックアップ

### 対応フォーマット
最新のMedia Goは以下のフォーマットのオーディオファイルに対応している。
| フォーマット(*.拡張子)                     | コーデック                                       | 主なビットレート(kbps)                                        | 主なサンプリング周波数       | 備考                                                |
| ------------------------------------------ | ------------------------------------------------ | ------------------------------------------------------------- | ---------------------------- | --------------------------------------------------- |
| MP4 (*.mp4,*.m4a,*.m4b) 3GPP(*.3gp,*.3gpp) | AAC LC                                           | 320/256/192/160/128/96/64/48                                  |                              |                                                     |
| MP4 (*.mp4,*.m4a,*.m4b) 3GPP(*.3gp,*.3gpp) | HE-AAC                                           | 96/80/64/48/40                                                |                              |                                                     |
| ATRAC(.aa3) OpenMG Audio(*.oma)            | ATRAC3                                           | 132/105/66                                                    |                              | *.omaはバージョン1.6から対応                        |
| ATRAC(.aa3) OpenMG Audio(*.oma)            | ATRAC3plus                                       | 352/320/256/192/160/128/96/64/48                              |                              | *.omaはバージョン1.6から対応                        |
| ATRAC(.aa3) OpenMG Audio(*.oma)            | ATRAC Advanced Lossless                          | (非可逆圧縮) 高速転送部: ATRAC3plus 352/256/128/64 ATRAC3 132 |                              | バージョン1.6から対応                               |
| FLAC (*.flac)                              | FLAC                                             | (可逆圧縮)                                                    | 44.1/48/88.2/96/176.4/192kHz | 非圧縮ファイルはバージョン2.6から対応               |
| MP3 (*.mp3) RIFF (*.wav,*.mp3)             | MP3                                              | 320/256/224/192/160/128/112/96/64                             |                              |                                                     |
| RIFF (*.wav)                               | リニアPCM                                        | (非圧縮)                                                      |                              |                                                     |
| Advanced Systems Format (*.wma)            | Windows Media Audio (Windows Media Playerに準拠) | 192/160/128/96/64/48                                          |                              |                                                     |
| Ogg (*.oga,*.ogg)                          |                                                  |                                                               |                              | バージョン2.4から対応                               |
| AMR/AMR-WB (*.amr,*.awb)                   |                                                  |                                                               |                              | バージョン2.5から対応                               |
| AIFF (*.aif,*.aiff)                        |                                                  |                                                               |                              | バージョン2.5から対応                               |
| MP4 (*.m4a,*.mp4)                          | ALAC                                             | (ロスレス圧縮)                                                |                              | バージョン2.5から対応                               |
| DSD (*.dff,*.dsf)                          |                                                  |                                                               | 2.8/5.6MHz                   | バージョン2.5から対応 5.6MHzはバージョン2.6から対応 |

太字のコーデックおよびビットレートは、CDからの取り込み時にMedia Goでエンコード可能である。
なお、OpenMGやWindows Media Rights Manager、FairPlayなどの暗号化されたファイルは取り込みが不可能で、取り込むにはそれらに対応したアプリ（前者：x-アプリ、中者：Windows Media Player、後者：iTunes）で一旦CD-Rに焼く必要がある。

## 転送・接続対応機器

### Sony Tablet/Xperia Tablet
- Sony Tablet S
- Sony Tablet P
- Xperia Tablet S
- Xperia Tablet Z (SO-03E)
- Xperia Z2 Tablet (SO-05F、SOT21)
- Xperia Z3 Tablet Compact

### PlayStation PortableVer.3.2以降非対応
- PSP-1000
- PSP-2000
- PSP-3000
- PSP-E1000
- PSP-N1000

### Xperia
- Xperia X10 (Xperia SO-01B)
- Xperia™ X10 mini
- Xperia X10 mini pro
- Xperia X8
- Xperia arc (Xperia arc SO-01C)
- Xperia PLAY (Xperia SO-01D)
- Xperia neo
- Xperia pro
- Xperia acro (Xperia acro SO-02C、Xperia acro IS11S)
- Xperia mini (Sony Ericsson mini S51SE)
- Xperia mini pro
- Xperia ray (Xperia ray SO-03C)
- Xperia active
- Xperia neo V
- Xperia arc S
- Live with Walkman
- Xperia S (Xperia NX SO-02D)
- Xperia ion
- Xperia acro S (Xperia acro HD SO-03D、Xperia acro HD IS12S)
- Xperia P
- Xperia U
- Xperia sola
- Xperia neo L
- Xperia go (Xperia advance)
- Xperia tipo
- Xperia tipo dual
- Xperia miro
- Xperia T
- Xperia TX (Xperia GX SO-04D)
- Xperia SX (SO-05D)
- Xperia V (Xperia AX SO-01E、Xperia VL SOL21)
- Xperia VC
- Xperia J
- Xperia SL
- Xperia TL
- Xperia E
  - Xperia E Dual
- Xperia SP
- Xperia L
- Xperia Z (SO-02E)
- Xperia ZL
- Xperia ZR (Xperia A SO-04E)
- Xperia UL SOL22
- Xperia Z Ultra (SOL24)
- Xperia M
  - Xperia M Dual
- Xperia Z1 (SOL23、SO-01F)
- Xperia Z1 f (SO-02F)
- Xperia Z2 (SO-03F)
- Xperia ZL2 SOL25
- Xperia A2 (SO-04F)
- Xperia Z3 (SO-01G、SOL26、401SO)
- Xperia Z3 Compact (SO-02G)

#### ソニー・エリクソン製携帯電話
- W910 Walkman
- W995 Walkman
- Xperia Pureness
- Aino
- Satio
- Hazel
- Elm
- Vivaz pro
- Vivaz
- Zylo
- Cedar
- Mix Walkman

### ウォークマン
- ZX/Zシリーズ
  - ZX1
  - Z1000
- Fシリーズ
  - F880
  - F800
- WMシリーズ
  - WM1
- Aシリーズ
  - A10
  - A20
  - A30
- Sシリーズ
  - S10
  - S13
  - S780
  - S770
- Eシリーズ
  - E080
- Mシリーズ
  - M500
- Wシリーズ
  - WS410
  - WS610
  - WS620
  - WH300
  - W270

### ワイヤレスヘッドセット
- Smart Wireless Headset pro

### ハイレゾ・オーディオ製品
- PHA-2 (USB DAC・ヘッドホンアンプ)
- UDA-1 (USB DAC・アンプ)